# Williamstown (Wisconsin)
Williamstown es un pueblo ubicado en el condado de Dodge en el estado estadounidense de Wisconsin. En el Censo de 2010 tenía una población de 755 habitantes y una densidad poblacional de 8,71 personas por km².

## Geografía
Williamstown se encuentra ubicado en las coordenadas 43°30′2″N 88°35′5″O / 43.50056, -88.58472. Según la Oficina del Censo de los Estados Unidos, Williamstown tiene una superficie total de 86.65 km², de la cual 81.53 km² corresponden a tierra firme y (5.91%) 5.12 km² es agua.

## Demografía
Según el censo de 2010, había 755 personas residiendo en Williamstown. La densidad de población era de 8,71 hab./km². De los 755 habitantes, Williamstown estaba compuesto por el 97.48% blancos, el 0.26% eran afroamericanos, el 0.53% eran amerindios, el 0.4% eran asiáticos, el 0% eran isleños del Pacífico, el 0.53% eran de otras razas y el 0.79% pertenecían a dos o más razas. Del total de la población el 1.72% eran hispanos o latinos de cualquier raza.